# Evzones
Les evzones (grec : Εύζωνες ou Ευζώνοι (au singulier ο εύζωνος), littéralement « à la belle ceinture » puis en parlant d'hommes « à la tunique bien retroussée à la ceinture », d’où le sens « agile », terme honorifique homérique) a été le nom de plusieurs régiments et bataillons d'élite d'infanterie légère de l’armée grecque.
Actuellement, le nom désigne les membres de la garde présidentielle, une unité d'élite cérémonielle qui garde la tombe du Soldat inconnu sur la place Syntagma et le palais présidentiel à Athènes.

## Uniforme

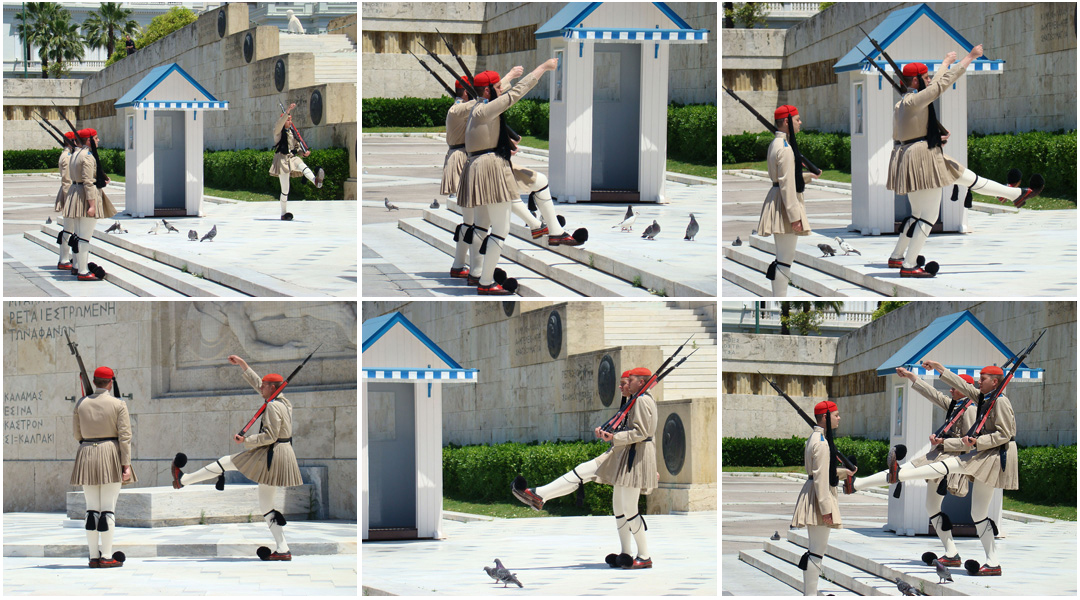
Les étapes de la relève de la garde devant le Parlement.

Leurs uniformes, inspirés des costumes traditionnels grecs, existent en deux variantes et plusieurs sous-variantes :
- l'uniforme de la Grèce continentale, qui se décline sous deux formes :
  - l'uniforme cérémoniel blanc à fustanelle, le plus connu ;
  - la doulama inspirée du costume macédonien : bleue et épaisse pour l'hiver, ocre et légère pour l'été ;
- l'uniforme à vraka (culotte caractéristique) au poignard de ceinturon : cette tenue est portée par les hommes à l’occasion de certaines cérémonies officielles et se décline sous deux couleurs :
  - crétoise, de couleur indigo ;
  - pontique, de couleur noire.

L'uniforme de la Grèce continentale comporte :
- la fustanelle, jupe plissée coupée dans 30 mètres de tissu blanc, formée de 400 plis qui symbolisent 400 années de servitude sous l’occupation turque ;
- le pharion, béret de feutre rouge, au gland de soie noire ;
- le phermeli, gilet brodé à la main, la couleur noire de l’étoffe et le blanc de la broderie symbolisent toujours respectivement le deuil de l’esclavage et la pureté de l’amour pour la liberté ;
- le periscèle, le pantalon long et rouge des officiers et les bas de laine blanche pour les evzones ;
- l’hypodète, chemise blanche ;
- les haut-de-chausses ;
- le ceinturon à cartouchière ;
- les epicnèmes (fixe-chaussettes), de couleur noire pour les Evzones, bleue pour les officiers ;
- la ceinture intérieure, qui permet de maintenir les collants, et les galons frangés aux cordons bleu ciel et blancs, les couleurs du drapeau national ;
- les tsarouchia, les chaussures entièrement fabriquées à la main, la paire pèse environ trois kilos. Spécialement conçues pour les combats de corps à corps elles sont lourdes, dures, résistantes et stables. Chaque chaussure comporte six cents points de couture et chaque semelle est armée de soixante clous. Leur bout est orné d’un pompon noir. Accessoire étonnant de nos jours, celui-ci servait auparavant à cacher une lame affutée qui permettait aux soldats désarmés de continuer à se défendre en frappant leurs adversaires avec le pied[2].

Les officiers portent les touzloukia (guêtres), les stavalia (bottines) rouges et le sabre de 1821.

## Liste des unités
Des guerres balkaniques à la Seconde Guerre mondiale, les 48 régiments d'infanterie de l'armée grecque comprenaient 5 régiments d'evzones, connus en grec moderne : Τάγμα Ευζώνων ( bataillon Evzone) ou grec moderne : Σύνταγμα Ευζώνων (régiment Evzone), répartis dans diverses divisions.
Ils étaient désignés par une double numérotation, le premier numéro correspondant à la numérotation des régiments d'evzones (de 1 à 5), le second numéro correspondant à la numérotation des régiments d'infanterie (de 1 à 42) : les 5 régiments étaient les 1/38, 2/39, 3/40, 4/41 et 5/42 régiments (ou bataillons) d'evzones.
Le premier régiment Evzones est formé en 1912, peu de temps avant le déclenchement des guerres balkaniques. Les régiments Evzones traditionnel ont combattu dans la première Guerre mondiale, la campagne d'Asie Mineure et la seconde Guerre mondiale, ont été formés après les Guerres balkaniques, par l'arrêté royal du 23 décembre 1913.
Liste des régiments Evzones :
- Régiment Evzone 1/38, l'ancien 1er régiment Evzone, basé à Karditsa et recruté en Thessalie
- Régiment Evzone 2/39, basé à Missolonghi et recruté en Étolie-Acarnanie
- Régiment Evzone 3/40, basé à Arta et recruté en Épire
- Régiment Evzone 4/41, basé à Véroia et recruté dans la Macédoine-Occidentale
- Régiment Evzone 5/42, basé à Lamía et recruté en Grèce-Centrale

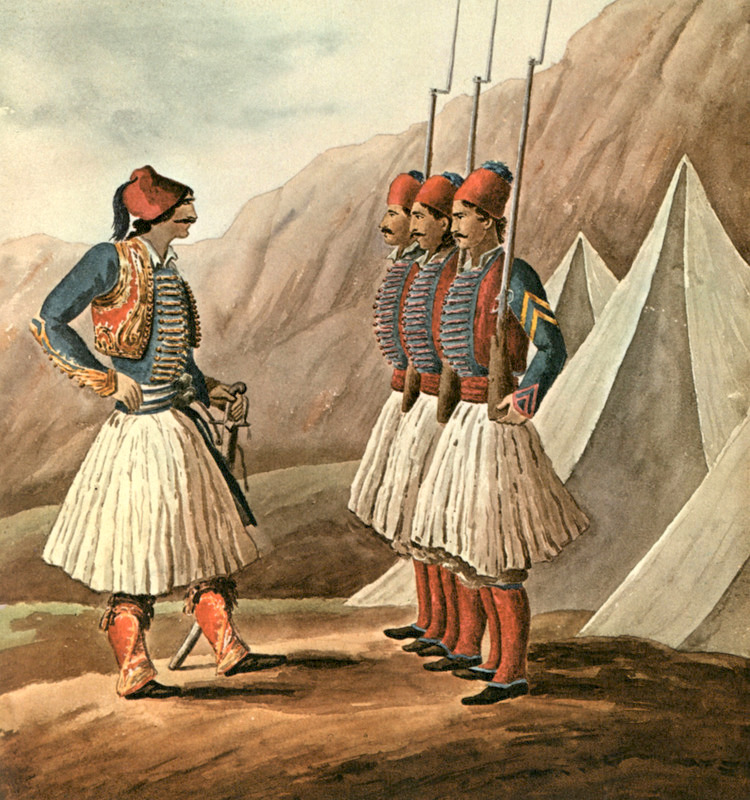
Pierre Peytier : uniformes de parade de l'armée grecque en 1830.
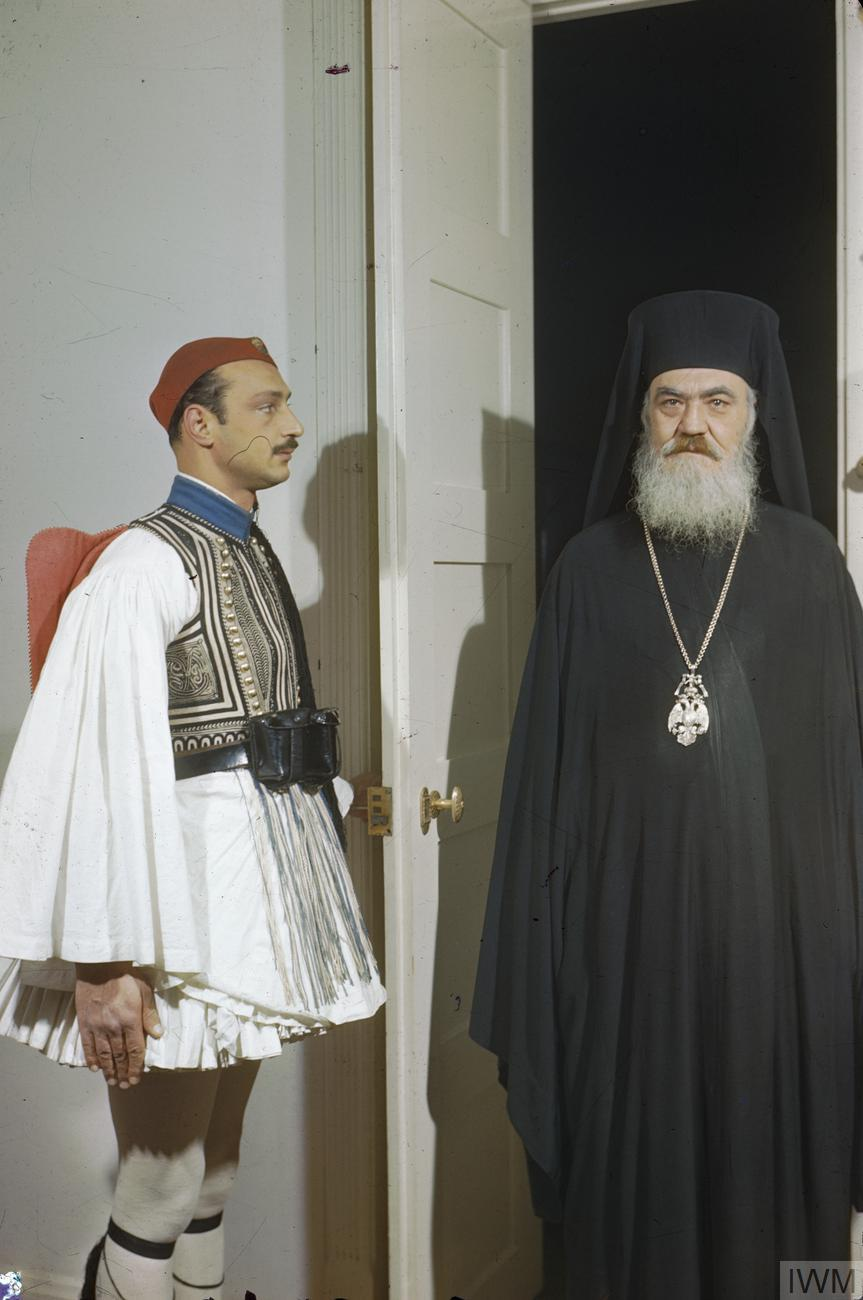
Un evzone en uniforme cérémoniel blanc à fustanelle avec Dimitrios Papandréou, un juste parmi les nations, archevêque d'Athènes (1945).
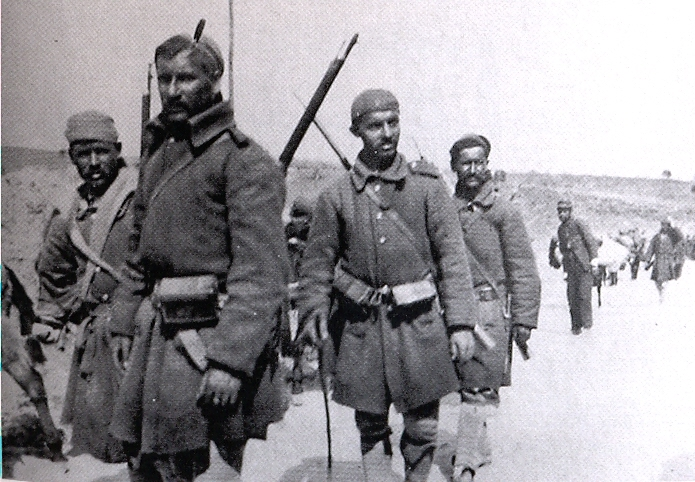
Evzones au combat en Épire en 1913, lors de la Première Guerre balkanique.
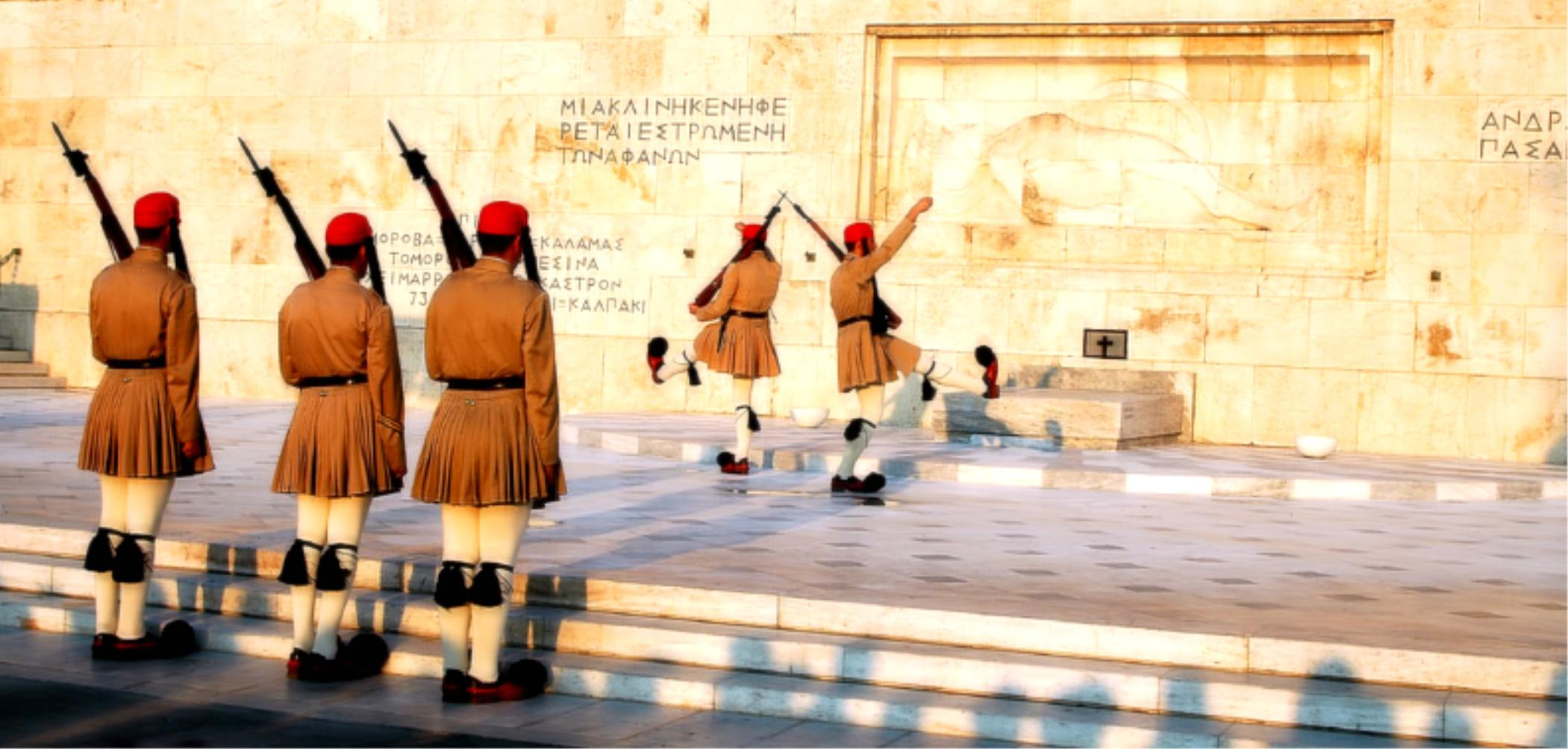
Evzones en doulamas d'été devant le parlement hellénique.
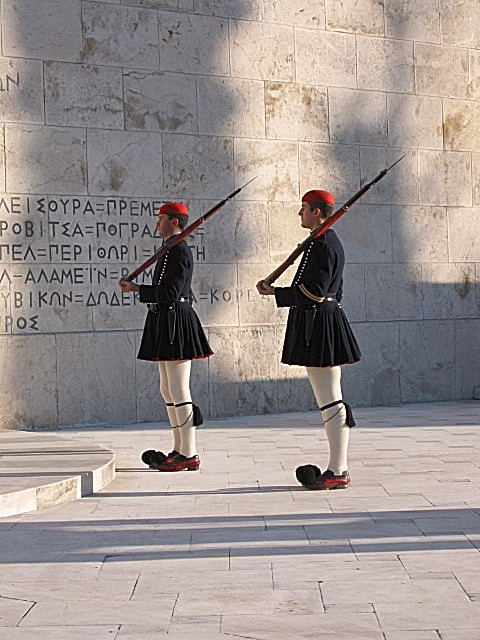
Evzones en doulamas d'hiver devant le Parlement.
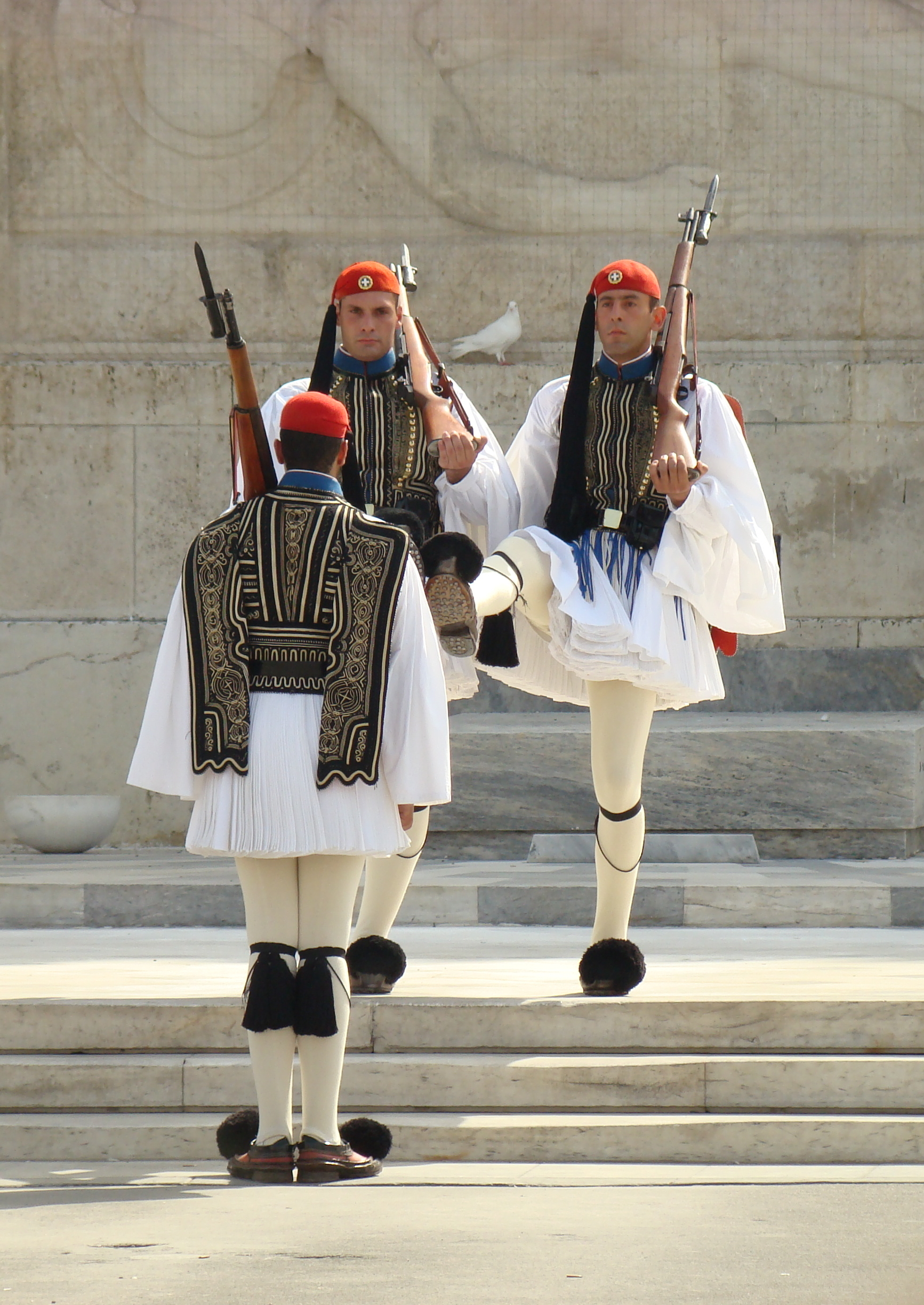
Evzones en uniforme cérémoniel lors de la relève de la garde près de la tombe du Soldat inconnu à Athènes.
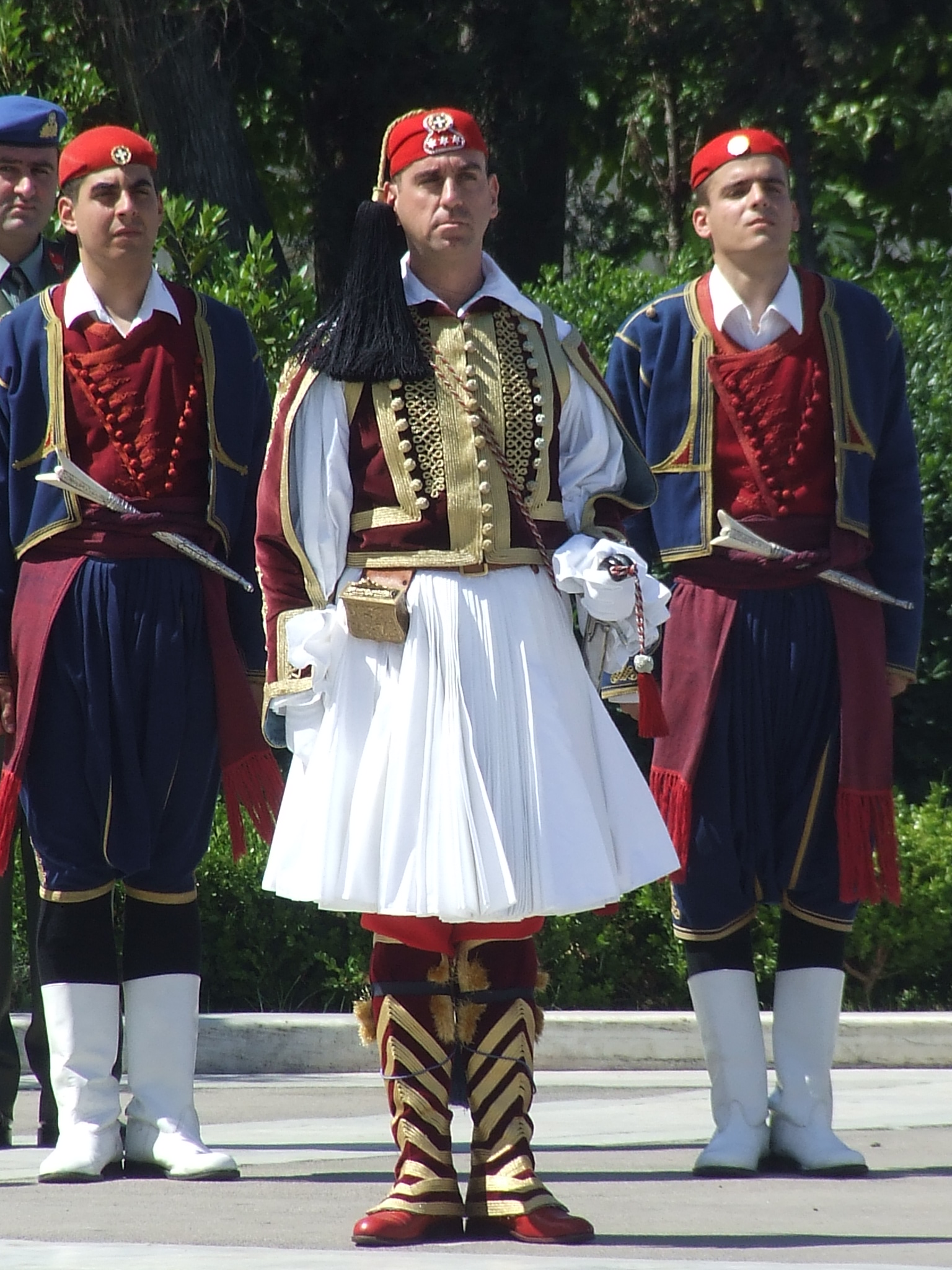
Evzone de la garde présidentielle en uniforme « continental » d'apparat et deux autres en uniforme crétois.